# Rinorea keayii
Rinorea keayii är en violväxtart som beskrevs av John Patrick Micklethwait Brenan. Rinorea keayii ingår i släktet Rinorea och familjen violväxter. Inga underarter finns listade i Catalogue of Life.